# Catena alimentare (Buffy l'ammazzavampiri)
Catena alimentare è  un volume a fumetti dedicato ai protagonisti della serie TV Buffy l'ammazzavampiri.
Il volume è il più corposo di tutti quelli pubblicati: contiene i numeri 12, 16 e 20 della serie regolare, numerose ministorie apparse in altri mensili della Dark Horse e il numero speciale Città della disperazione pubblicato in collaborazione con la casa editrice Wizard.
Le trame, che spaziano dalla terza alla quarta stagione televisiva, riguardano in molte occasioni personaggi minori del telefilm che i vari autori hanno voluto mettere, in questa occasione, in evidenza.
Spicca su tutte, la storia Doppia croce, ambientata all'indomani della conclusione della terza stagione, scritta da Doug Petrie (membro della Mutant Enemy Production) e considerata proprio per questo dai membri di vari fans club come attendibile e meritevole di rientrare nella categoria "canonica" delle storie dedicate a Buffy.

## Trame

### Catena alimentare (parte 1)
- Titolo originale: Food chain (part 1)
- Testo: Christopher Golden
- Disegni: Christian Zanier
- Inchiostro: Andy Owens
- Colore: Guy Major
- Prima pubblicazione USA: Buffy the Vampire Slayer n. 12 (agosto 1999)

Una banda di teppisti devasta il giardino di casa Summers. Tra loro c'è anche una ragazza, Sandy Shipman, che però fa amicizia con Buffy. La Cacciatrice non riesce a capacitarsi del perché Sandy frequenti quei ragazzi e la segue credendola in pericolo. In realtà Sandy è un demone Ylisandroth che si nutre delle energie cerebrali dei ragazzi che ha ipnotizzato. La Scooby Gang corre in aiuto di Buffy ma anche loro restano prigionieri di un rituale. Toccherà alla Cacciatrice interromperlo ed eliminare il demone.

### L'ultima moda
- Titolo originale: The latest craze
- Testo: Christopher Golden e Tom Sniegoski
- Disegni: Cliff Richards
- Inchiostro: Joe Pimentel
- Colore: Guy Major
- Prima pubblicazione USA: Buffy the Vampire Slayer Annual 1999 (agosto 1999)

I ragazzi più ricchi di Sunnydale sono ossessionati da una nuova moda: possedere uno dei nuovi pupazzi chiamati "teppistelli" che vengono venduti in esclusiva nel negozio Hooligan Hovel. Tuttavia qualcosa di strano accade ai ragazzi possessori di questi pupazzi: assumono un atteggiamento fin troppo protettivo nei confronti del loro teppistello e lamentano tutti la sparizione di alcuni oggetti di grande valore affettivo dalle proprie case. Le stesse Willow e Cordelia subiscono il fascino di queste strane creature. Buffy, Xander, Oz e tutti coloro che non possono permettersi il costo elevato del pupazzo ne restano immuni e questo insospettisce la Cacciatrice. Soltanto quando le creature si riuniscono per rubare addirittura il furgone di Oz con tutti gli strumenti a bordo, diventa evidente l'anomalia. A questo punto Buffy si rivolge a Giles, il quale spiega che si tratta di creature chiamate Bakemono e provenienti da un'altra dimensione. Un sopralluogo all'Hooligan Hovel porta alla scoperta del mandante delle creature: Ethan Rayne, amico di vecchia data di Giles, che spiega il piano delle creature di liberare la loro gigantesca madre, ancora intrappolata nell'altra dimensione, col potere degli oggetti rubati. Buffy raggiunge il portale dove i teppistelli si riuniscono alla loro madre e li affronta, servendosi anche della stessa chitarra di Oz. A questo punto minaccia di accanirsi contro tutti loro e la madre senza tregua e questo li convince a ritornare nella loro dimensione.

### Cattivo cane
- Titolo originale: Bad dog
- Testo: Doug Petrie
- Disegni: Ryan Sook
- Inchiostro: Tim Goodyear
- Colore: Guy Major
- Prima pubblicazione USA: Buffy the Vampire Slayer Annual 1999 (agosto 1999)

Durante una notte di luna piena, Oz fugge dalla gabbia e Willow sparisce. Tutti pensano ad un attacco del lupo, ma le ricerche di Buffy e Angel portano ad un altro responsabile: un ragazzo di nome Alan Duffy ignorato da tutti a scuola. Costui si trasforma in un mutante al solo scopo di attirare l'attenzione ma deve fare i conti con la Cacciatrice.

### Catena alimentare (parte 2)
- Titolo originale: Food chain (part 2)
- Testo: Christopher Golden
- Disegni: Christian Zanier
- Assistenti ai disegni: Marvin Mariano e Draxhall Jump
- Inchiostro: Curtis P.Arnold, Jason Minor e Andy Owens
- Colore: Guy Major
- Prima pubblicazione USA: Buffy the Vampire Slayer n. 16 (dicembre 1999)

Alcuni componenti della banda di teppisti scampati all'incantesimo del demone Ylisandroth vengono uccisi da una misteriosa creatura. Buffy, aiutata dalla Scooby Gang, si mette a sorvegliare i sopravvissuti per scoprire chi sia la nuova minaccia. Un sopralluogo alla vecchia casa abbandonata dove era avvenuto il precedente rituale porta alla scoperta di un nuovo pentagramma. Uno dei ragazzi, Brad, si rivolge ad un nuovo demone, Quafongg. Disperato di vedere la propria madre malata, accetta le condizioni del demone di sacrificare i suoi amici e si lascia possedere da lui trasformandosi in una creatura animalesca. Viene tuttavia bloccato da Buffy mentre Giles e co. rispediscono il demone in un'altra dimensione.

### Doppia croce
- Titolo originale: Double cross
- Testi: Doug Petrie
- Disegni: Jason Minor
- Colori: Guy Major
- Inchiostro: Curtis P.Arnold
- Prima pubblicazione USA: Buffy the Vampire Slayer n. 20 (aprile 2000)

Sunnydale, 1999. Giorno del diploma. Buffy ed Angel si lasciano. Il demone della disperazione, colui che ti appare al momento della morte per chiederti se ti arrendi e gli cedi l'anima, crede che la profonda disperazione in cui vivono i due ex-amanti adesso possa renderli vulnerabili. Li attacca contemporaneamente: Buffy mentre passeggia sul porto, Angel mentre si sta recando in macchina a Los Angeles. Entrambi vengono trascinati in acqua, entrambi stanno per cedere alla disperazione di aver perso l'amore della propria vita. Ma quell'amore che provano ancora l'uno per l'altro è superiore al dolore della separazione. Il loro legame è ancora forte. Il demone viene respinto e ucciso da entrambi.

### Straziami di baci
- Titolo originale: Punish me with kisses
- Testi: Jamie S.Rich e Chynna Clugston-Major
- Disegni: Chynna Clugston-Major
- Colori: Guy Major
- Inchiostro: Chynna Clugston-Major
- Prima pubblicazione USA: Buffy the Vampire Slayer: Lovers walk (febbraio 2001)

Willow e Tara devono liberare il campus universitario dove alloggiano dagli spiriti di una coppia di litigiosi coniugi defunti.

### Una piccola promessa
- Titolo originale: One small promise
- Testi: Tom Fassbender e Jim Pascoe
- Disegni: Cliff Richards
- Colori: Guy Major
- Inchiostro: P.Craig Russell
- Prima pubblicazione USA: Buffy the Vampire Slayer: Lovers walk (febbraio 2001)

Buffy e Riley vengono attaccati da tre vampiri mentre hanno un piccolo litigio tra innamorati.
- Curiosità: il fumetto one-shot Lovers walk (chiaramente ispirato all'omonimo episodio Il sentiero degli innamorati (Buffy 3x08)) è composto da tre mini-storie di otto pagine ciascuna, tutte a tema sentimentale. La terza storia, con protagonisti Spike e Drusilla è stata poi inserita nel volume Spike & Dru.

### La città della disperazione
- Titolo originale: City of Despair
- Testi: Tom Fassbender & Jim Pascoe
- Disegni: Cliff Richards
- Colori: Guy Major
- Inchiostro: Andy Owens
- Prima pubblicazione USA: Buffy the Vampire Slayer/Angel: Wizard n. 1/2 (2000)

Buffy ed Angel vengono attaccati e storditi da gruppi di demoni. Viene applicato loro un collare che trasporta le loro essenze nella Città della Disperazione dove sono costretti a combattere come gladiatori contro altri demoni. Il collare indebolisce la loro volontà di liberarsi e aumenta la loro grinta per il combattimento. Solo quando si trovano uno contro l'altro, Buffy capisce che l'incantesimo può essere spezzato: la forza del loro amore è maggiore della disperazione di quel posto. Abbracciandosi invece di combattere ritornano alla realtà.
- Collocazione: Angel rivela a Buffy di aver già visto a Los Angeles qualcosa di simile alla Città della Disperazione (quando viene rapito e costretto a combattere nell'episodio Il bracciale misterioso (Angel 1x16)), poi rinfaccia ironicamente alla Cacciatrice il desiderio di tornare dal "suo ragazzo" dimostrando di averlo già conosciuto (questo avviene nell'episodio Il seme della discordia (Buffy 4x20)); infine Buffy promette alla madre Joyce di farle conoscere al più presto il suo nuovo fidanzato (cosa che avviene all'inizio dell'episodio Sonni agitati (Buffy 4x22)).